# Монгуццо
Монгуццо, Монґуццо (італ. Monguzzo) — муніципалітет в Італії, у регіоні Ломбардія, провінція Комо.
Монгуццо розташоване на відстані близько 510 км на північний захід від Рима, 36 км на північ від Мілана, 13 км на схід від Комо.
Населення — 2311 осіб (2014).

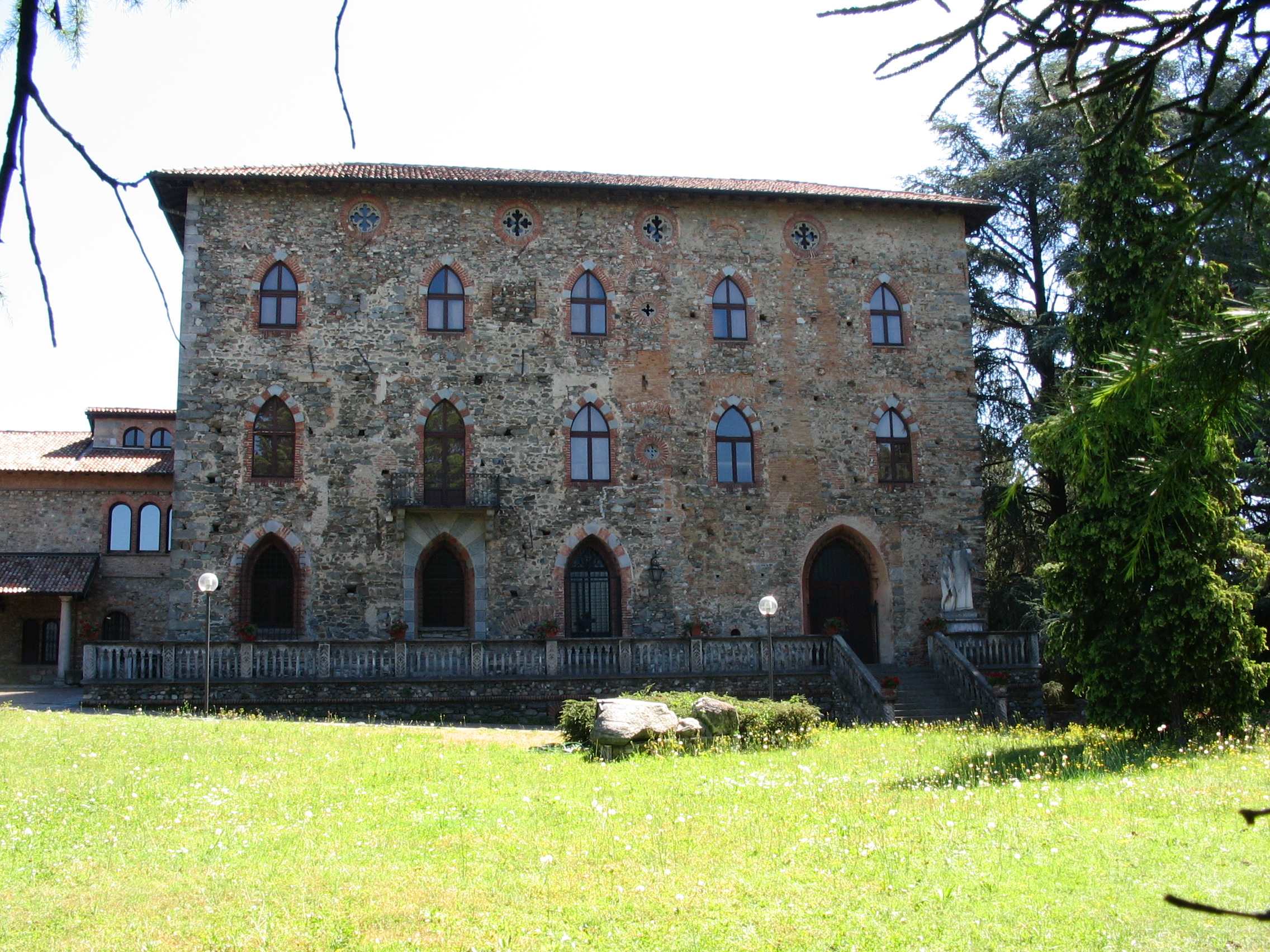

Щорічний фестиваль відбувається 3 лютого. Покровитель — святий Власій.

## Демографія
Населення за роками:

Станом на 1 січня 2023 року в муніципалітеті офіційно проживало 167 іноземців з 28 країн, серед них 44 громадяни країн Євросоюзу та 13 громадян України.

## Сусідні муніципалітети
- Альбавілла
- Альсеріо
- Анцано-дель-Парко
- Ерба
- Лураго-д'Ерба
- Мероне